# مروان الأحمدي
مروان عوض الأحمدي مواليد 5 مارس 1993 في ، السعودية، هو لاعب كرة قدم سعودي.

## مسيرة اللاعب
لعب سابقاً في أولمبي نادي التعاون ونادي الحائط ونادي الوطني ونادي النجمة ونادي الوطني.